# Christophe Victor Vilmette
Christophe Victor Vilmette, né le 19 février 1822 à Lunéville et y décédé le 7 janvier 1911 fut un général de division français.

## Historique
Vilmette s'est engagé à l'école spéciale militaire de Saint-Cyr en 1840 et en est sorti sous-lieutenant de la promotion des Cendres en 1842. il est affecté au 13e léger en Afrique, où il participe aux expéditions du général Lamoricière en Algérie, puis à celles du maréchal Bugeaud au Maroc et en Kabylie. Il est lieutenant en 1847 et rentre en France pour prendre part aux opérations de l'armée des Alpes. En 1849, il participe à la campagne de Rome jusqu'en 1852.
Il est promu capitaine en 1853. Il fait la dernière partie de la campagne de Crimée avec le 3e bataillon de chasseurs à pied en 1855 et 1856. Il est créé chevalier de la Légion d'honneur en 1855. À son retour il est affecté aux chasseurs à pied de la Garde Impériale. Durant la campagne d'Italie en 1859, il se distingue à Magenta et à Solférino et est décoré de la valeur militaire de Sardaigne.
Promu chef de bataillon en 1859 au 6e régiment d'infanterie, il forme le 6e bataillon de la Légion Étrangère lors de l'Expédition du Mexique en 1866 et 1867, où il commande une colonne qui livre l'ultime combat à Monte-Alto. Il est créé officier de la Légion d'honneur et officier de l'Ordre de Notre-Dame de Guadalupe en 1865. 
Il est promu lieutenant-colonel au 90e régiment d'infanterie en Algérie en 1867. Il participe à la campagne contre l'Allemagne et à la bataille de Borny, aux combats de Gravelotte, Saint Privat et Mercy. Il est promu colonel le 23 septembre 1870; le 4 avril 1871, il commande le 19e régiment d'infanterie. Il est fait prisonnier de guerre lors de la reddition de la ville de Metz. À sa libération, il organise le 2e régiment d'infanterie provisoire et il fait le second siège de Paris et la prise du fort d'Issy, et participe à la semaine sanglante, ce qui lui vaut d'être fait commandeur de la Légion d'honneur en 1871.
Il est promu géneral de brigade en 1875 et commande la 56e brigade, avec laquelle il assiste aux grandes manœuvres italiennes. Il est membre du conseil consultatif de l'Infanterie.
Fait général de Division le 11 novembre 1880, il commande la 2e division d'infanterie (France), puis le 10 janvier 1882 la 28e division d'infanterie (France) et enfin celle de Constantine en 1883. Il est nommé à la tête du 2e corps d'armée (France) à Amiens le 1er avril 1884. 
En 1866, il est créé grand officier de la Légion d'honneur et membre du comité d'Infanterie.
Il quitte le service actif le 19 février 1887 et se retire dans sa ville natale, où il meurt en 1911 et où de nos jours il a une voie à son nom.

## Généalogie
- Il est né fils de Laurent Vilmette (1780-1858), capitaine de cavalerie et de Marie-Anne Érard (1785-1851) ;